# کمرکلی یون‌نان
کمرکلی یون‌نان (نام علمی: Sitta yunnanensis) یک گونه پرنده از تیرهٔ کمرکلیان (Sittidae) است. نخستین بار توسط ویلیام رابرت اوگیلوی گرانت در سال ۱۹۰۰ بر اساس یک هولوتایپ نر توصیف شد. این یک کمرکلی کوچک به اندازه ۱۲ سانتیمتر (۴٫۷ اینچ) به‌طور متوسط طول و وزن بین ۷٫۵ و ۱۳ گرم (۰٫۲۶ و ۰٫۴۶ اونس) است. روتنه خاکستری-آبی با زیرتنه روشن، نرم و نخودی در تضاد است. ابروی سفید ظریفی بالای نوارچشمی سیاه دارد که وقتی پرهای تازه باشد مشخص است و درجه کمی از دوریختی جنسی را نشان می‌دهد. پرنده‌ای پرسروصدا، صداهای ساده تودماغی و گاهی در سری‌های تکراری تولید می‌کند.

نمایش طرحواره از کمرکلی یون‌نان در پوشش پرهای تازه.